# Благодійний фонд «Запорука»
«Запору́ка» — неприбутковий український благодійний фонд, який надає допомогу дітям з онкозахворюваннями та їх родинам, забезпечує ряд медзакладів устаткуванням і займається захистом прав мігрантів.
Заснований у 2008 році у Києві.

## Історія
Створений у 2008 році у Києві. Засновниця фонду — Наталія Оніпко.
Мета фонду — підтримка родин онкохворих дітей і створення умов, щоб сім’ї онкохворих дітей були разом під час лікування.
З 2008 року — фонд  надає безкоштовне житло у Центрі «Дача» родинам, які лікують дітей у Національному інституті раку та Охматдиті. Також забезпечує родини медикаментами, організовує та фінансує їх психологічну і реабілітаційну підтримку. Медзаклади — забезпечує устаткуванням.
У 2008 році 100% коштів річного бюджету фонд отримував від італійської благодійної організації «Soleterre». У 2010 році — 80%. У 2018 — 35% від річного бюджету. Зокрема, у 2018 «Soleterre» сплачував усі адміністративні витрати фонду і деякі проєкти: школу у лікарні та підтримку медсестер.
У 2017-му річний бюджет фонду становив 15 мільйонів гривень.
Станом на 2018 рік, головний офіс фонду знаходився у Києві, а у Львові — відкрите представництво; у фонді працювало 5 штатних працівників, які займалися адміністративною роботою, та 15 осіб, залучених у проєктах, — психологи, реабілітологи, вихователі.
За 2020 рік — фонд залучив понад 19 мільйонів гривень благодійної допомоги.
Станом на вересень 2021 року — фонд допоміг 5 387-м дітям

## Діяльність
- Адресна матеріальна і психологічна допомога родинам онкохворих дітей[3][4][8][9]
- Безкоштовне житло у Центрі для онкохворих дітей «Дача»[5][12]. З 2010 по 2018 рік центр прийняв понад 1 000 дітей[4][13]
- Забезпечення ряду медзакладів устаткуванням[3][4][8][9][14][15][15][16][16][17]
- Проведення дозвілля та навчання у лікарнях[4]
- Підвищення кваліфікації медперсоналу[4][8]
- Захист прав мігрантів[4]. Зокрема, за 2017 рік в Інформаційному центрі з питань міграції фонду допомогли 151 колишньому трудовому мігранту отримати рішення про призначення пенсії за час роботи в Італії на суму 292 тисячі євро[4]
- З 2016[14][16][17][18][19] року фонд проводить у Львові щорічний благодійний велопробіг «Кручу педалі, щоб вони жили!» — для допомоги Західноукраїнському спеціалізованому дитячому медичному центру. З 2016 по 2020 роки на велопробігах зібрали понад 500 тисяч гривень[14][15][16][17]. Гроші пішли на купівлю 5 інфузоматів та ремонт 6 палат відділення гематології та інтенсивної хіміотерапії[14][15][16][17] (загалом ремонт обійшовся у 1,5 мільйонів гривень — решту суми фонд зібрав на інших благодійних заходах[16]). У 2021 році 250 велосипедистів зібрали 153 тисячі гривень благодійних внесків, а Львівська міська рада додала до збору ще 300 тисяч[16][19]. Ці гроші планують витратити на капітальний ремонт кабінету функціональної діагностики Західноукраїнського спеціалізованого дитячого медцентру[20]
- З 2018 року в листопаді фонд сприяє проведенню в українських школах акції #УрокиДоброти у #ЩедрийВівторок[21]
- Кілька років поспіль у травні, до Всесвітнього дня матері, фонд влаштовує флешмоб #мамапоруч — для збору грошей на будівництво нового центру «Дача». Кожен, хто перерахує благодійний внесок, автоматично стає учасником розіграшу цінних призів[22][23]. У 2019 році завдяки флешмобу фонд зібрав понад 652 тисячі гривень благодійних внесків[24]. У 2020 — понад 127 тисяч[25]
- Двічі на рік фонд організовує табори відпочинку «Табори переможців» для дітей, які перемогли хворобу[3][4]

## Збір допомоги
«Запорука» збирає пожертви через служби безготівкових переказів та платформу Української біржи благодійності. Працює за схемою фандрейзингу — коли до допомоги долучаються різні донори, великі партнери, як іноземні, так і українські.
Звітність фонду про пожертви та витрати доступна на його сайті.

## Оцінки
За оцінкою експертів, опитаних Асоціацією благодійників України, за підсумками роботи в 2019 році «Запорука» увійшла до числа благодійних і волонтерських організацій, які діють найбільш ефективно, публічно та прозоро — за відкритістю та прозорістю фонд посів четверте місце в цьому опитуванні. Крім того, Центр для онкохворих дітей «Дача» фонду потрапив до списку найефективніших проєктів, спрямованих на розв'язання суспільних проблем.

## Відзнаки та нагороди
- Переможець в номінації «Благодійна акція року» 3-го Національного конкурсу «Благодійна Україна» (2014)[29].
- 2-е місце в номінації «Благодійність в охороні здоров'я» 7-го Національного конкурсу «Благодійна Україна» (2018)[30].

### Нагороди Наталії Оніпко, як голови Фонду
- 1-е місце в номінації «Менеджер року у сфері доброчинності» 9-го Національного конкурсу «Благодійна Україна» (2020)[31].